# خيسوس ليال
خيسوس ليال (بالإسبانية: Jesús Antonio Leal)‏ هو لاعب كرة قدم مكسيكي في مركز الوسط، ولد في 18 ديسمبر 1992 في ولاية سينالوا في المكسيك. لعب مع نادي أمريكا.